# 黄金崎

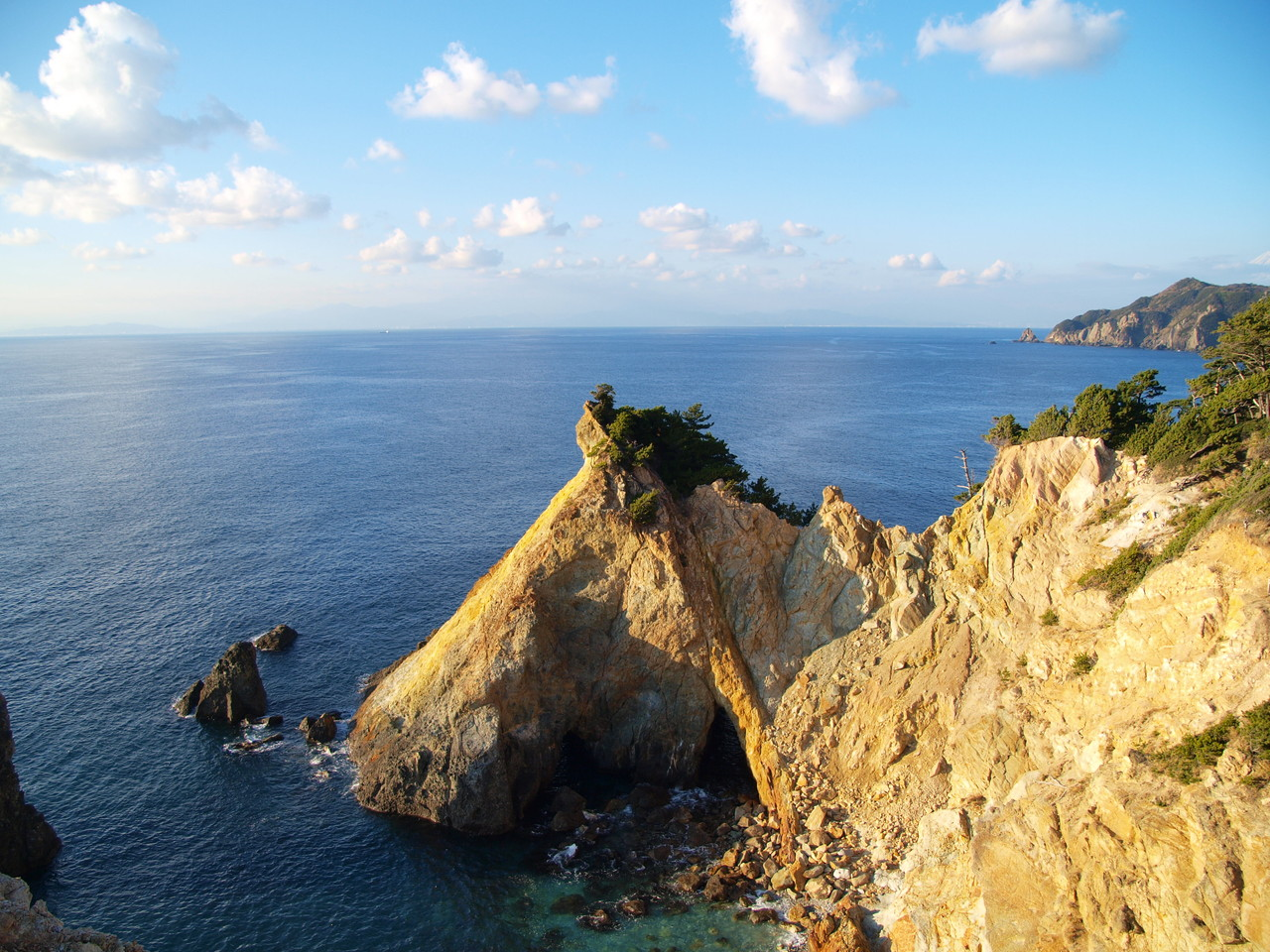
黄金崎。天候が良ければ北（右奥の崖の上）に富士山を望むことができる。

黄金崎（こがねざき）は、静岡県賀茂郡西伊豆町にある岬である。駿河湾に面し、夕日で黄金色に染まる美しい崖で知られる。この崖の地層は海底火山の噴出物であり、後に温泉水や地熱の作用によって変質・変色したもの。
伊豆半島の西岸に位置する黄金崎は西伊豆を代表する夕日スポットとなっている。1988年（昭和63年）3月18日に、静岡県から『黄金崎のプロピライト』の名称で天然記念物に指定された。岬全体が西伊豆町黄金崎公園となっており、遊歩道、芝生広場、展望台、三島由紀夫文学碑などが整備されている。岬の北側の海岸には黄金崎海水浴場があり夏季には賑わいを見せる。
黄金崎の石切り場から切り出された石は駿河湾を渡って駿府城の築城石にも使用された。